# Barthold Kuijken
Barthold Kuijken (ur. 8 marca 1949 w Dilbeek) – belgijski flecista.

## Życiorys
Brat Sigiswalda i Wielanda. Studiował w konserwatoriach w Brugii, Brukseli i Hadze, jego nauczycielami byli Franz Vester (flet) i Frans Brüggen (flet prosty). Samodzielnie nauczył się gry na barokowym flecie poprzecznym. Grał z takimi zespołami jak Parnassus Ensemble, La Petite Bande i Collegium Aureum, dokonał licznych nagrań solowych i kameralnych. Występował też wspólnie z braćmi.